# Pionosyllis comosa
Pionosyllis comosa är en ringmaskart som beskrevs av Gravier 1906. Pionosyllis comosa ingår i släktet Pionosyllis och familjen Syllidae.
Artens utbredningsområde är havet kring Nya Zeeland. Inga underarter finns listade i Catalogue of Life.